# フィッシャー・トロプシュ法
フィッシャー・トロプシュ法（フィッシャー・トロプシュほう、英語: Fischer-Tropsch process、FT法）は、一酸化炭素と水素（合成ガス）から触媒反応を用いて液体炭化水素を合成する一連の過程である。触媒としては鉄やコバルトの化合物が一般的である。この方法の主な目的は、石油の代替品となる合成油や合成燃料を作り出すことである。「フィッシャー・トロプシュ反応」や「フィッシャー・トロプシュ合成」とも呼ばれる。

## 反応過程
基本的なFT法は、以下のような化学反応を用いるものである。
{\displaystyle {\ce {{(2{\it {n}}+1)H2}+{\it {n}}CO->{C_{\it {n}}H_{2{\it {n}}+2}}+{\it {n}}H2O}}}
上記の反応で出発物質となる一酸化炭素 CO や水素 H2 は、メタン（天然ガス）の部分燃焼
{\displaystyle {\ce {CH4 + 1/2O2 -> 2H2 + CO}}}
あるいは石炭やバイオマス（生物資源）のガス化
{\displaystyle {\ce {C + H2O -> H2 + CO}}}
あるいはメタン（天然ガス）や石油類といった炭化水素のガス化
{\displaystyle {\ce {{-CH2-}+ H2O -> CO + 2H2}}} (水蒸気改質法)
{\displaystyle {\ce {{-CH2-}+ 1/2O2 -> CO + H2}}} (部分酸化法)
などで作られる。
石炭や生物資源と水蒸気の反応に必要なエネルギーは、系中に酸素を存在させ、以下の反応式
{\displaystyle {\ce {C + 1/2 O2 -> CO}}}
で表される燃焼による反応熱によって供給する。
メタン（天然ガス）や石油類などの炭化水素と水蒸気の反応（水蒸気改質法）に必要なエネルギーは、メタン（天然ガス）や石油などの一部を取り出して反応装置の外部で空気と一緒に燃焼（バーナー）させて供給する。
FT法で生成される炭化水素は、様々な鎖の長さのものが混在しており、例えばメタンや軽質油から重質のパラフィン（ワックス）までのさまざまな合成石油生成物の混合物となる。
したがって、産業上有用な燃料（ガソリン等）を選択的に得るためには、水素化分解や蒸留によって分離・精製が必要となる。

## 歴史
カイザー・ウィルヘルム研究所に勤務していたドイツの研究者、フランツ・フィッシャーとハンス・トロプシュによって1920年代に開発されたのが起源である。それ以来多くの改良や調整が施され、今日では類似する方法の総称として「フィッシャー・トロプシュ」の名が用いられる。1920年代のドイツは石油資源には乏しかった上、戦時には英海軍に海洋封鎖されることが予想され、石炭には恵まれていたことからこの方法が開発された。第二次世界大戦下のドイツや日本で代替燃料の製造に利用され、ドイツではこの種の代替燃料はエアザッツと呼ばれた。ドイツは1944年には25の工場から1日当たり12万4000バレル、年間650万トンに達する量を作り出した。
戦後、捕らえられたドイツの科学者たちはペーパークリップ作戦 (Operation Paperclip) によってアメリカに移送され、合成液体燃料計画によって設立されたアメリカ合衆国鉱山局で合成燃料の研究を続けた。
反応過程に述べたとおり、生成物の選択性が低い点が利用上の障壁となっていたが、触媒の改良に伴い改善されつつある。

## 利用

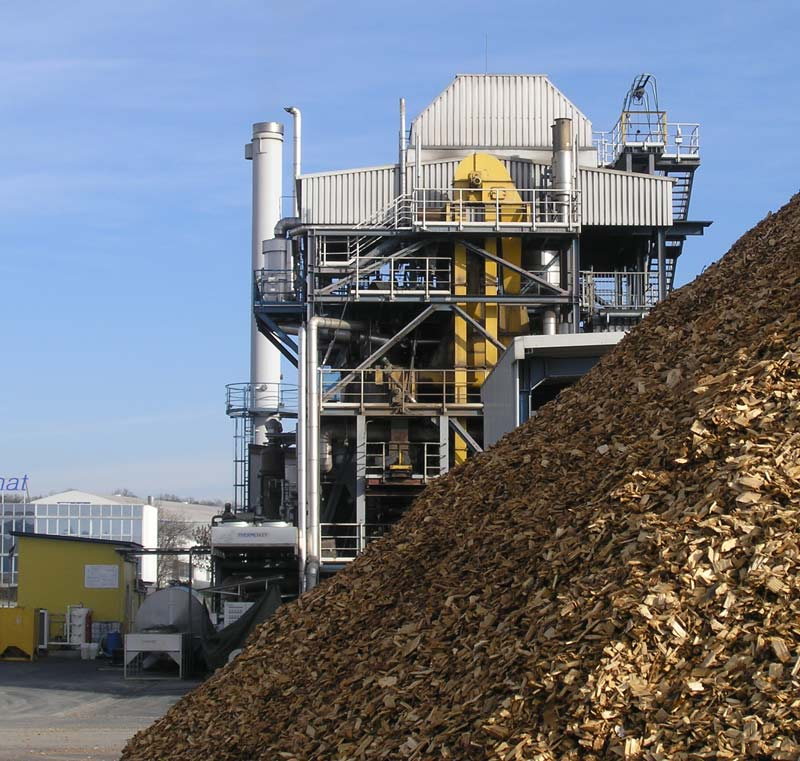
フィッシャー・トロプシュ法による流動層ガス化工場。オーストリア、ブルゲンラント州ギュッシング (Güssing)

FT法の主目的は、石炭や様々な種類の含炭素廃棄物などの固体原料から液体の炭化水素（人造石油）やメタンガスを作り出すことである。現在、FT法は「電気分解で製造した水素に、炭素を化合させて 人造石油にするキーテクノロジー」「再生可能エネルギーと有機ゴミで、ジェット機を飛ばし、ガソリン車を動かし、プラスチックを合成する技術」としてベルギウス法とともに脚光を帯びている。本法によって得られる燃料は硫黄成分が少ないため、ディーゼルエンジンやガソリンエンジンの排気による環境汚染を減らせると期待されている。
FT法は確立された技術であり、既に工業規模への適用もなされているが、初期費用や運転・操業費用がかさむこと、また原油価格の変動が激しいことから、その使用が制限されている。特に原料として天然ガスを使うならば、ストランデッド・ガス、すなわちガス田が主要都市から遠い内陸、または氷海にあり、ガス大径パイプラインによる輸送をした場合敷設、輸送コストが嵩み過ぎ、LNGタンカーによる輸送も困難なケースのみ、液化して小径パイプライン、鉄道、船舶輸送するGTL（Gas To Liquid = ガス液化油）のほうが、自動車燃料用途では経済的に有利とされる。そうでなければ、天然ガスをそのままパイプライン輸送ないしLNGタンカーで輸送したほうが経済的に有利である。石油に代わる自動車用代替燃料の需要も高まっているという事情もあってGTLの研究も継続されている。埋蔵ストランデッド・ガスの採掘方法を開発している企業はいくつかある。
なお、FT法による人造石油は2016年現在、税抜きコストでは、700気圧圧縮水素の1/2である。
石油資源が枯渇した場合には石炭が利用でき、その世界中の埋蔵量はいまだ多い。通常利用している石油が高騰した際には、FT法で石炭から代替燃料を作ることができる。バイオマスのガス化とFT法を組み合わせることにより、再生可能なカーボンニュートラルな燃料を製造に役立つと考えられている。
また、FT法を酸素吹き石炭ガス化複合発電に組み合わせることで、電気が余っているときはガスタービン発電機を停止して、余剰になった石炭ガス（合成ガス）を本法で体積1/3000の人造石油に転換して石炭液化を行う「電燃併産」が可能である。この他、鉄鋼業におけるコークス炉ガスから本法で人造石油を合成することも可能である。

### 利用例
シェル社はマレーシアのサラワク州ビントゥル (Bintulu) で天然ガスを原料とし、主に低硫黄ディーゼル燃料や食品品質のワックスを製造している。また、カタールで新たなプラントを2009年から稼働予定である。
南アフリカ共和国のサソール (SASOL) 社は石炭と天然ガスを原料として種々の合成石油製品を作っている。サソールは同国のディーゼル燃料の大部分を供給している。南アフリカでは、アパルトヘイト政策をしいたことによって国際的に孤立したが、石炭資源に恵まれていたため、エネルギー需要を満たすために本法が用いられている。
アメリカの公開企業シントロリウム (Syntroleum) 社はオクラホマ州タルサ (Tulsa) の実験プラントにおいて、フィッシャー・トロプシュ法によってこれまで40万ガロン以上のディーゼル燃料やジェット燃料を作り出している。アメリカ合衆国エネルギー省と運輸省は天然ガスを原料として製造される高純度・低硫黄の燃料の利用を検討しており、ごく最近では国防総省もエドワーズ空軍基地でのB-52爆撃機の飛行試験で使用している。シントロリウムは同社が独占的に保有するフィッシャー・トロプシュ法の技術を商業化し、アメリカ、中国、ドイツにおいて石炭の液化工場を、また世界各地においてガス液化工場を設立する動きをみせている。

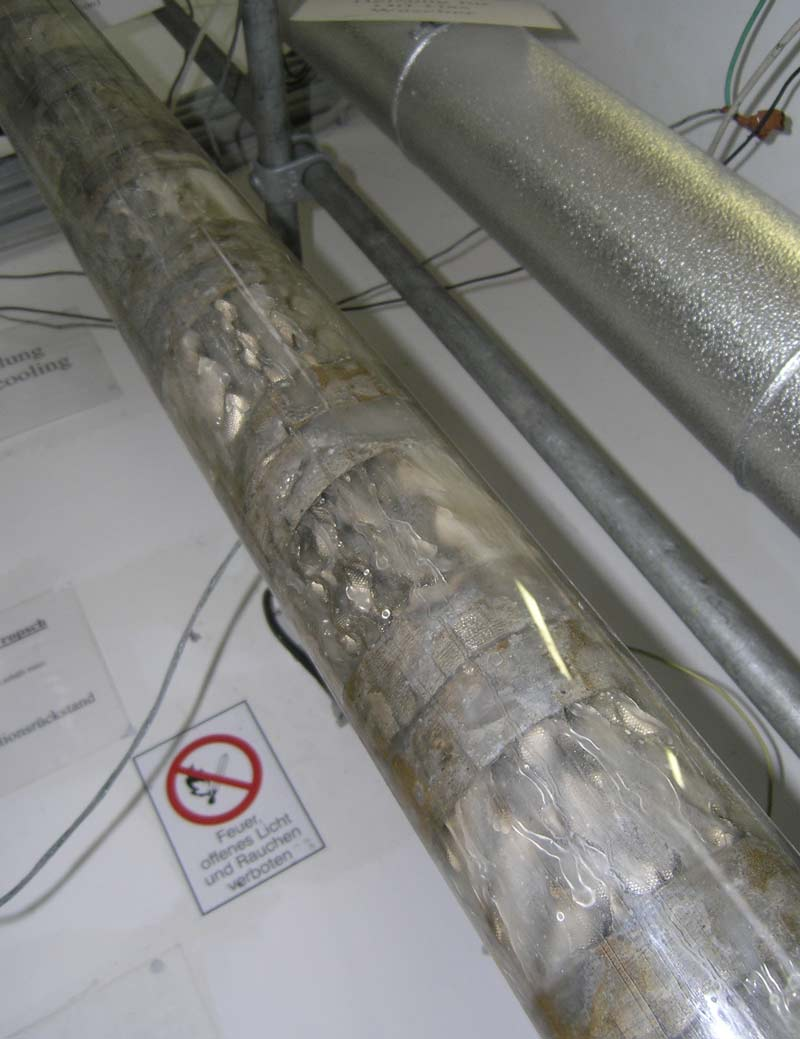
ギュッシングのパイロットプラント

アメリカの小企業レンテック (Rentech) 社は、窒素肥料工場で使用する原料を天然ガスから石炭かコークスに置きかえ、副生物として液体炭化水素が得られるようにすることを計画している。
ドイツではコーレン (Choren) 社、CWT (Changing World Technologies) 社、アルケム・フィールド・サービシズ (Alchem Field Services) 社、GTLコーポレーションがフィッシャー・トロプシュ法や類似の過程のための工場を建設している。アルケムとGTLはマイクロGTLと呼ばれる技術によって、小型の設備をガス田で直接使っている。
2005年9月、ペンシルベニア州知事エドワード・レンデル (Edward Rendell) は、ウェスト・マネジメント・アンド・プロセッサーズ (Waste Management and Processors Inc.) 社によるベンチャーを設立すると発表した。同社はシェルとサソールの技術提供を受け、ペンシルベニア州北西部マハノイ・シティ郊外にフィッシャー・トロプシュ法を用いて廃石炭（採掘過程の残渣）から低硫黄ディーゼル燃料を製造する工場を建設するとした。また、製品の大部分をエネルギー省と共に買い受けるとし、1億4千万ドル以上の税制優遇を提示した。石炭を産出する他の州も同様な工場の建設を検討している。モンタナ州知事ブライアン・シュバイツァー (Brian Schweitzer) もまた、アメリカの外国への石油依存率を減らすため、州の石炭資源を燃料に変換するフィッシャー・トロプシュ法工場の開発を提案した。
2006年10月、フィンランドの製紙・パルプ工業会社UPMは、ヨーロッパの紙・パルプ工場において、それらの製造に伴って生じる廃バイオマスを原料とし、フィッシャー・トロプシュ法によってバイオ燃料の製造を行うと発表した。

## コスト
2008年の現状では石炭液化にせよ、木材や木材残渣などバイオマスを使うにせよ合成石油は天然の石油や天然ガスに価格面で勝てない。
試算では原油から精製した軽油が18.8$/MMBTUのところ、石炭由来で19.6$/MMBTU、木材由来で35.8$/MMBTUである。
南アフリカ石油・ガス公社（ペトロSA）では、燃料として勝負するよりも、ガス状オレフィン類（プロピレン、ブチレン、ヘキセンその他オクテン）を利用したアクリル酸とアクリレートや生成される多彩なアルコール成分、石油精製物より大幅な低硫黄分を売りにするなど高付加価値、ニッチ市場のニーズを掴み利益を上げている。

## 熱効率
石炭の持つ全ての化学エネルギーを石油に変換出来るわけではなく、排熱ロスが生じる。
実際には石油に利用できるのは50％程度とされていて、残りは排熱となる。
排熱の原因としては
- 石炭を合成ガスに変換→熱効率76%
- 石油にならなかったガス（メタン）→合成ガスの12％を占め、さらにF-Tプロセスで10％生成、メタンの利用先がない場合再度合成ガスに変換する必要が有りそこでロスが生じる
- F-Tプロセスでの排熱→原料合成ガスの20 - 24％

などが挙げられる。
エネルギーを無駄なく使うためにはこれらの排熱を発電（コジェネレーション）に使うなどの工夫がいる。

## 環境問題への懸念
合成燃料の製造に関して提起されている問題点として以下のようなものがある。すなわち、1次エネルギー使用量の大幅な増加、つまりガスや固体状の炭素を液体燃料に加工する工程自体がエネルギー消費を必要とする為、炭素分の環境への放出が増加するのではないかという懸念である。アメリカ国立再生可能エネルギー研究所 (National Renewable Energy Laboratory, NREL) の研究によれば、燃料サイクル全体として見た場合、石炭から製造した合成燃料の使用による温室効果ガスの放出は、石油を用いた場合の2倍近くなるとされている。同様に他の汚染物質の放出量も大幅に増加するが、それらの多くは製造過程で捕集することが可能であるとされる。温室効果ガス放出の緩和法として、二酸化炭素を海洋や植物に吸収させる炭素隔離 (Carbon sequestration) や二酸化炭素の地下埋設廃棄が提唱されている。しかしながら、一部では二酸化炭素の地下埋設廃棄実験は成功が報じられているものの、大規模な炭素隔離を行うための科学的・経済的基盤はいまだ確立されたものとはいえない。